# Huta Baru (Aek Bilah)
Huta Baru is een bestuurslaag in het regentschap Tapanuli Selatan van de provincie Noord-Sumatra, Indonesië. Huta Baru telt 617 inwoners (volkstelling 2010).